# Partito Gozitano
Il Partito Gozitano (in inglese: Gozo Party) è stato un partito politico maltese di orientamento regionalista fondato nel  1947 e dissoltosi nel 1950.
Il partito ha partecipato alle elezioni parlamentari del 1947, dove ha conquistato 3 seggi.
Ha cercato di ottenere una migliore rappresentazione e maggiori risorse finanziarie per Gozo.

## Risultati elettorali
| Elezione          | Voti  | %   | Seggi  |
| ----------------- | ----- | --- | ------ |
| Parlamentari 1947 | 5.491 | 5,2 | 3 / 40 |